# ۷۵۲ (میلادی)
۷۵۲ (میلادی) هفتصد و پنجاه و دومین سال تقویم میلادی است.

## درگذشتگان
‎